# Пикелевание
Пикелевание (от англ. pickle — рассол, мариновать, солить) — производственный процесс обработки кожевенного сырья раствором поваренной соли и кислоты.
В качестве кислот используются серная кислота и органические кислоты (уксусная, муравьиная). В процессе кислотно-солевой обработки происходит разделение волокон дермы на более мелкие волокна за счет процесса деструкции белка. Пикелевание придает коже тягучесть, эластичность, улучшает механооптические свойства.
Применяется при производстве дублёных и сыромятных кож.